# Notasteron carnarvon
Notasteron carnarvon är en spindelart som beskrevs av Baehr 2005. Notasteron carnarvon ingår i släktet Notasteron och familjen Zodariidae.
Artens utbredningsområde är Western Australia. Inga underarter finns listade i Catalogue of Life.